# Sander, Innlandet
Sander är en tätort i Sør-Odals kommun i Innlandet fylke i sydöstra Norge. Befolkningen uppgick 2011 till 321 personer. I tätorten finns det förskola, grundskola och affär. Området runt tätorten består mestadels av jordbruksmark.